# Anders och Veronica Öhmans pris
Nagroda Anders och Veronica Öhmans – szwedzka nagroda literacka przyznawana przez szwedzkie Towarzystwo Dziewięciu, ufundowane testamentem szwedzkiej pisarki Lotten von Kræmer.

## Nagroda
Nagroda została ustanowiona w 2000 roku w związku z 75. urodzinami Andersa R. Öhmana.
Wysokość nagrody wynosi od 50 000 do 100 000 koron szwedzkich.

## Laureaci
- 2000 – Thomas Anderberg(inne języki) (50 000 koron szwedzkich)[1]
- 2004 – Erik Wallrup(inne języki) (50 000 koron szwedzkich)[1]
- 2006 – Ulf Linde (75 000 koron szwedzkich)[1]
- 2010 – Bengt Emil Johnson(inne języki)[2] (75 000 koron szwedzkich)
- 2013 – Åke Holmquist(inne języki)[3] (100 000 koron szwedzkich)
- 2014 – Camilla Lundberg(inne języki)[4] (100 000 koron szwedzkich)